# KSirc
KSirc (KDE IRC client) – domyślny klient usługi sieciowej IRC dla KDE. Jest częścią pakietu KDENetwork.

## Funkcje programu
- obsługa wykonywania skryptów Perla
- obsługa wielu serwerów
- przeglądania kanałów w kartach
- obsługa filtrów
- obsługa kolorów podczas rozmowy